# Travo
Travo is een gemeente in de Italiaanse provincie Piacenza (regio Emilia-Romagna) en telt 2032 inwoners (31-12-2004). De oppervlakte bedraagt 80,4 km², de bevolkingsdichtheid is 25 inwoners per km².

## Demografie
Travo telt ongeveer 1123 huishoudens. Het aantal inwoners steeg in de periode 1991-2001 met 1,2% volgens cijfers uit de tienjaarlijkse volkstellingen van ISTAT.
| Jaar | Inwoneraantal |
| ---- | ------------- |
| 1991 | 1978          |
| 2001 | 2002          |

## Geografie
Travo grenst aan de volgende gemeenten: Alta Val Tidone, Bettola, Bobbio, Coli, Gazzola, Piozzano, Rivergaro, Vigolzone.

## Geboren
- Giorgio Corbellini (1947-2019), geestelijke en bisschop

## Externe link

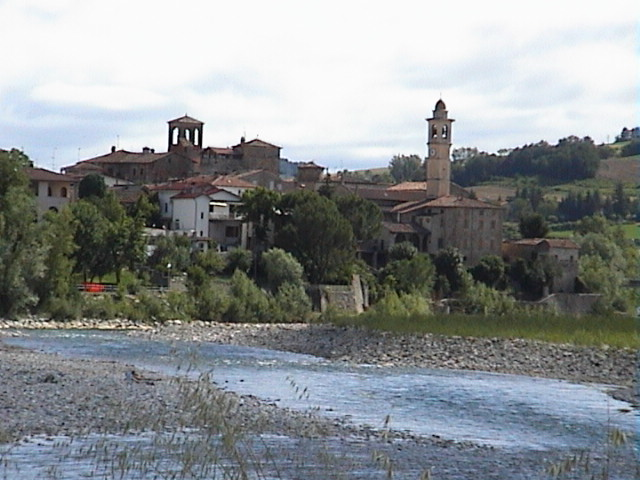
Travo
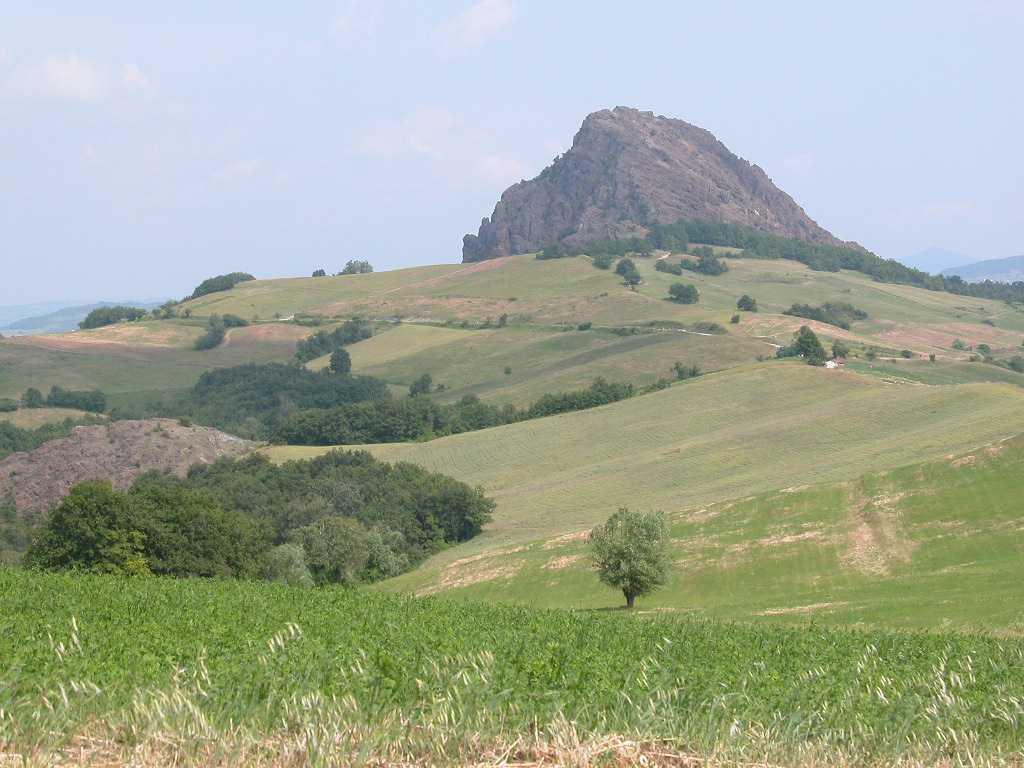
Pietra Parcellara